# Гота (район)
Гота (нім. Gotha) — район у Німеччині, у складі федеральної землі Тюрингія. Адміністративний центр — місто Гота.

## Населення
Населення району становить 133 825 осіб (станом на 31 грудня 2021).

## Адміністративний поділ
Район складається з 5 міст і 11 самостійних громад (нім. Gemeinden), а також 31 громади, об'єднаної в 4 об'єднання громад (нім. Verwaltungsgemeinschaften).
Дані про населення наведені станом на 31 грудня 2021.
| Самостійні міста: 1. Вальтерсгаузен (12650) 2. Гота (46019) 3. Ордруф (9613) 4. Тамбах-Дітарц (4318) 5. Фрідріхрода (7127) |  | Самостійні громади: 1. Вельфіс (Невірний параметр metadata 16067081) 2. Драй-Гляйхен (Невірний параметр metadata 16067086) 3. Герзель (4673) 4. Грефенгайн (Невірний параметр metadata 16067032) 5. Гюнтерслебен-Вехмар (Невірний параметр metadata 16067085), з підпорядкованою громадою: 1. Швабгаузен (778) 6. Кравінкель (Невірний параметр metadata 16067008) 7. Луїзенталь (1175) 8. Ляйнаталь (Невірний параметр metadata 16067083) 9. Нессе-Апфельштедт (5936) 10. Табарц (4202) |

Об'єднання громад:

Зірочками (*) позначені центри об'єднань громад.
| - 1. Апфельстедтауе (Невірний параметр metadata 160675001) 1. Георгенталь * (Невірний параметр metadata 16067025) 2. Герренгоф (726) 3. Гогенкірхен (Невірний параметр metadata 16067039) 4. Емлебен (677) 5. Петрірода (Невірний параметр metadata 16067054) - 2. Фанер-Геге (7231) 1. Гірштедт (784) 2. Гросфанер (822) 3. Дахвіг (1631) 4. Дельштедт (1082) 5. Тонна * (2912) | - 3. Міттлерес-Нессеталь (Невірний параметр metadata 160675006) 1. Балльштедт (Невірний параметр metadata 16067003) 2. Брюгайм (Невірний параметр metadata 16067005) 3. Буфлебен (Невірний параметр metadata 16067006) 4. Вангенгайм (Невірний параметр metadata 16067074) 5. Варца (Невірний параметр metadata 16067075) 6. Вестгаузен (Невірний параметр metadata 16067078) 7. Гайна (Невірний параметр metadata 16067035) 8. Гольдбах * (Невірний параметр metadata 16067027) 9. Гохгайм (Невірний параметр metadata 16067037) 10. Зоннеборн (1194) 11. Ремштедт (Невірний параметр metadata 16067056) 12. Фрідріхсверт (Невірний параметр metadata 16067021) | - 4. Нессеауе (5573) 1. Бінштедт (663) 2. Ешенберген (715) 3. Мольшлебен (1009) 4. Ноттлебен (429) 5. Пфердінгслебен (375) 6. Трехтельборн (300) 7. Тюттлебен (758) 8. Фрімар * (991) 9. Циммернзупра (333) |